# مايك مولان
مايك مولان (بالإنجليزية: Mike Mullane)‏ (و. 1945 – م) هو ضابط، ورائد فضاء، وروائي، وطيار من الولايات المتحدة الأمريكية . ولد في ويتشيتا فولز، تكساس .

## ريادة الفضاء
شارك في المهمات الفضائية:
- STS-41-D
- STS-27
- STS-36.

## التعليم
تعلم في U.S. Air Force Test Pilot School، والأكاديمية العسكرية الأمريكية

## الخدمة العسكرية
خدم في القوات الجوية الأمريكية.

## جوائز
حصل على جوائز منها:
- جائزة الشجاعة طيران
- وسام الجو.